# Xanthorhoe alluaudi
Xanthorhoe alluaudi är en fjärilsart som beskrevs av Louis Beethoven Prout 1932. Xanthorhoe alluaudi ingår i släktet Xanthorhoe och familjen mätare. Inga underarter finns listade i Catalogue of Life.